# Rio Waimakariri
O rio Waimakariri é um dos maiores rios da região de Canterbury, na costa leste da Ilha Sul da Nova Zelândia. Percorre 151 km, geralmente para sudeste, desde os Alpes do Sul e Planícies de Canterbury para o Oceano Pacífico.
O rio sobe nas encostas orientais dos Alpes do Sul, 8 km a sudoeste de Arthur's Pass. Em grande parte do seu percurso superior, o rio é entrelaçado. À medida que o rio se aproxima das Planícies de Canterbury, passa por um cinto de montanha e é forçado a entrar num desfiladeiro estreito (o Desfiladeiro de Waimakariri), antes de voltar à sua forma entrelaçada na passagem pelas planícies. Entra no Pacífico ao norte de Christchurch, perto da cidade de Kaiapoi.
Ao contrário da maioria dos leitos fluviais da Nova Zelândia, o leito do rio Waimakariri pertence ao Conselho Regional de Canterbury (Cantuária ambiental).